# 横梁乡
横梁乡，是中华人民共和国甘肃省武威市古浪县下辖的一个乡镇级行政单位。

## 行政区划
横梁乡下辖以下地区：
团庄村、朱家墩村、下条村、中泉村、庄浪沟村、上条村、路家台村、酸茨沟村、小直沟村、磨石沟村、石窑村、尖山村、簸箕湾村和横梁村。